# IV. Mar Dinkha
IV. Mar Dinkha Khanania, neoarámi: ܡܪܝ ܕܢܚܐ ܪܒܝܥܝܐ arab: مار دنخا الرابع (Darbandokeh, 1935, szeptember 15. – Rochester, Minnesota, Egyesült Államok, 2015. március 26.) az Asszír keleti egyház pátriárkája volt 1976-tól 2015-ig.
Született 1935. szeptember 15-én, Darbandokeh faluban (ma: Irak). 1949. szeptember 12-től diakónus, 1957. augusztus 15-én szentelték pappá. 1968. október 17-én szentelték püspökké a teheráni Mar Gewargisz templomban. Mar Simun Esai pátriárka halála után, 1976-ban választották meg az Asszír keleti egyház pátriárkájává.
2015. március 26-án a minnesotai Rochesterben elhunyt.